# 1347 w polityce

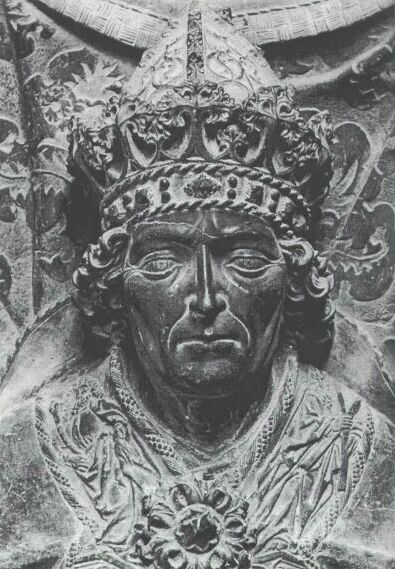
Ludwik IV Bawarski

Wydarzenia polityczne w 1347 roku.

## Wydarzenia
- Bolko odbił z czeskich rąk Kamienną Górę[1].
- Ludwik I Wielki opanował Neapol[2][3].
- 20 maja W wyniku powstania ludowego Rzym stał się republiką, a władzę na krótko przejął Cola di Rienzi[3][2][4].

## Zmarli
- 11 października Ludwik IV Bawarski, cesarz rzymski[5].
- Adolf II, hrabia Mark[6].